# Capuchinho Vermelho
Capuchinho Vermelho (título em Portugal) ou Chapeuzinho Vermelho (título no Brasil) é um conto de fadas clássico, cujas origens podem ser traçadas a fábulas europeias do século X. O nome do conto vem da protagonista, uma menina que usa um capuz vermelho. Publicada pela primeira vez pelo francês Charles Perrault, e depois pelos Irmãos Grimm (da versão mais conhecida), o conto sofreu inúmeras adaptações, mudanças e releituras da cultura popular mundial, é uma das fábulas mais conhecidas de todos os tempos em todo o mundo.

## História clássica

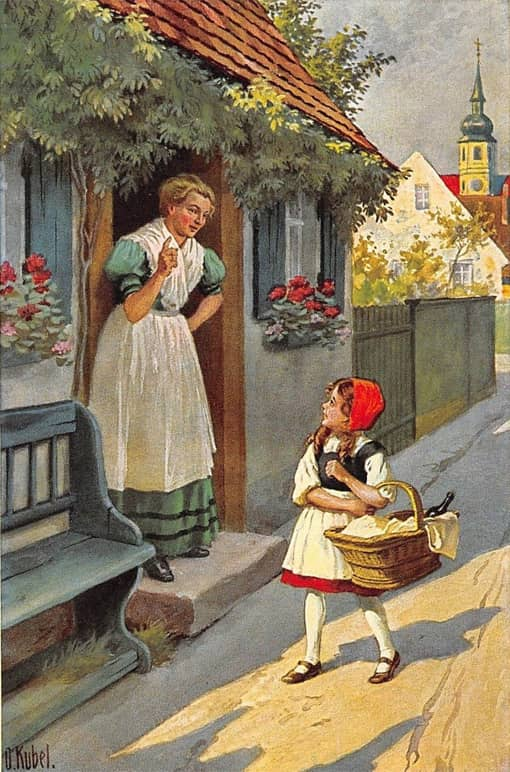
Uma ilustração de Otto Kubel, criada por volta de 1930.

Era uma vez uma menina amada por todos que a vissem, principalmente por sua avó, e não havia nada que ela não  desse à criança. 
Num dia sua avó lhe deu um chapéu vermelho, que lhe ficava tão bem que nunca mais o deixou; desde então foi chamada de chapeuzinho vermelho.
Um dia sua mãe disse: "Venha, Chapeuzinho Vermelho, aqui tem um pedaço de bolo e uma garrafa de vinho. Leve-os para a sua avó, pois ela está doente e fraca e isto irá fazer bem para ela. Vá antes que fique muito calor, e quando você estiver indo, caminhe suave e gentilmente e não saia do caminho ou você poderá cair e quebrar a garrafa, e então sua avó não receberá nada. E quando entrar no quarto dela, não se esqueça de dizer Bom dia e não fique espionando por todos os cantos antes de fazer o que pedi."
— Tomarei muito cuidado.- disse Chapeuzinho para sua mãe, pronta a ajudar.
A avó vivia no meio da floresta, a meia légua de distância da vila, e assim que Chapeuzinho Vermelho entrou na floresta, um lobo topou com ela. Chapeuzinho vermelho não sabia que ele era uma criatura malvada, e não tinha nenhum medo dele.
— Bom dia, Chapeuzinho Vermelho, disse ele.
— Agradeço gentilmente, lobo.
— Para onde vai tão cedo, Chapeuzinho Vermelho?
— Para a casa da minha avó.
— O que você tem no seu avental?
— Bolo e vinho. Ontem foi dia de fornada, então minha pobre avó doente terá algo bom, para ficar  mais forte.
— Onde vive a sua avó, Chapeuzinho Vermelho?
— Um bom quarto de légua além da floresta. A casa dela fica debaixo de três grandes carvalhos e os castanheiros ficam bem abaixo. Você certamente sabe onde é, ela respondeu.
O lobo pensou consigo mesmo:
— Que criatura adorável e gentil! Que bocado delicioso e rechonchudo – seria melhor que a comesse ao invés da velhinha. Preciso agir com astúcia para pegar as duas.
Assim,  ele caminhou durante algum tempo ao lado de Chapeuzinho Vermelho, e então disse:
— Veja, Chapeuzinho Vermelho, como são bonitas as flores por aqui, porque você não dá uma olhada? Eu acho, também, que você não percebeu como os passarinhos estão cantando tão docemente. Você anda muito preocupada, como se estivesse indo à escola, ao passo que tudo em sua volta na floresta é alegria.
Chapeuzinho Vermelho ergueu os olhos, e quando viu os raios de sol dançando ali e acolá entre as árvores e belas flores crescendo por todo o canto, ela pensou, "Acho que posso levar um ramalhete de flores colhidos na hora para minha avó, isto irá agradá-la também. Ainda é tão cedo, que devo chegar lá a horas." E então ela desviou-se do caminho para dentro da floresta para procurar flores. E sempre que ela pegava uma, imaginava ter visto outra ainda mais linda à frente e, corria atrás dela, e ia mais e mais para dentro da floresta.
Enquanto isso o lobo correu por um caminho mais curto diretamente para a casa da vovó e bateu na porta.
— Quem está aí?
— Chapeuzinho Vermelho, respondeu o lobo, Ela está trazendo bolo e vinho. Abra a porta.
— Levante o trinco, gritou a avó lá de dentro, Estou muito fraca e não consigo levantar.
O lobo levantou o trinco, a porta se abriu e sem dizer uma só palavra foi direto para a cama da avó e a devorou. Então ele vestiu as roupas dela, colocou o capuz dela, deitou na cama e puxou as cortinas.
Chapeuzinho, entretanto, estava correndo e pegando flores, e quando viu que ela tinha colhido tantas que não conseguia carregar mais, lembrou-se de sua avó e foi direto para a casa dela.
Ela ficou surpresa ao encontrar a porta da cabana aberta, e quando ela entrou no quarto, teve um pressentimento tão estranho, que disse para si mesma, "Oh céus! Como me sinto inquieta hoje e em outras ocasiões eu gostava tanto de ficar com minha avó." Ela chamou: 
—Bom dia, mas não recebeu nenhuma resposta. Então ela se aproximou da cama e puxou as cortinas. Lá estava sua avó com sua touca esticada até o rosto e parecendo muito estranha.
— Oh! Vovó, ela disse, que grandes orelhas você tem!
— Para melhor ouvir você, minha criança, foi a resposta.
— Mas, vovó, que olhos grandes você tem! ela disse.
— Para ver você melhor, minha filhinha.
— Mas, avozinha, que mãos grandes você tem!
— Para melhor abraçar você.
— Oh! Mas, avozinha, que terrível bocarra você tem!
— Para melhor comer você!
E mal o lobo disse isto, com um pulo estava fora da cama e engoliu a Chapeuzinho Vermelho.
Quando o lobo tinha saciado a sua fome, deitou-se novamente na cama, adormeceu e começou a roncar muito alto. O caçador estava passando pela casa naquele momento e pensou consigo mesmo, "Como a velhinha está roncando! Devo saber se ela precisa de alguma coisa." Então ele entrou no quarto, e quando veio até a cama, viu que o lobo estava deitado nela.
—Eis que te encontro aqui, seu pecador de uma figa! disse ele. Há muito que tenho te procurado. Então, quando o caçador estava para atirar no lobo, lhe ocorreu que este devia ter devorado a avozinha, e que ela ainda podia ser salva. Então ele não atirou, mas pegou um par de tesouras e começou a cortar a barriga do lobo que estava dormindo. Quando ele tinha feito dois cortes, viu surgir Chapeuzinho Vermelho, e quando fez mais dois cortes, a pequena menina saiu, gritando:
—Ah, como estava assustada! Como estava escuro dentro do lobo;  e em seguida a velha avozinha também saiu, porém, mal conseguia respirar. Chapeuzinho, todavia, trouxe rapidamente grandes pedras com as quais eles encheram a barriga do lobo. Quando ele acordou, quis fugir correndo, mas as pedras eram tão pesadas que imediatamente caiu morto.
Os três ficaram contentes. O caçador tirou a pele do lobo e a levou para casa, a avozinha comeu o bolo e bebeu o vinho que Chapeuzinho havia trazido e sentiu-se melhor, mas Chapeuzinho pensou consigo mesma, "Enquanto eu viver, nunca mais sairei do caminho para correr para dentro da floresta, quando a minha mãe me proibir de fazer isso."
Dizem também que uma vez quando Chapeuzinho estava novamente levando bolos para sua velha avozinha, outro lobo falou com ela e tentou tirá-la do caminho. Todavia, Chapeuzinho Vermelho estava cautelosa e foi diretamente pelo caminho e disse à avó que tinha encontrado o lobo, e que ele disse — bom dia para ela, todavia com uma maldade tão grande em seus olhos que se ela não estivesse em uma rua pública ela tinha certeza que teria sido comida por ele.
— Bem, disse a avozinha, nós vamos fechar a porta para que ele não entre. Pouco tempo depois o lobo bateu na porta e gritou:
— Abra a porta, avozinha, eu sou Chapeuzinho Vermelho e estou trazendo alguns bolos. Mas elas não responderam, nem abriram a porta, então o lobo de barba cinzenta deu duas ou três voltas ao redor da casa e, por fim, saltou no telhado planejando esperar até que Chapeuzinho fosse para casa à noite para, então, segui-la e devorá-la na escuridão. Mas a avozinha adivinhou o que o lobo estava pensando. Em frente à casa havia uma grande tina de pedra, então ela disse para a netinha,
— Pegue o balde, Chapeuzinho, eu fiz algumas salsichas ontem, então, leve a água onde fervi as salsichas para a tina. Chapeuzinho levou a água até a grande tina ficar bem cheia. Então o lobo sentiu o cheiro das salsichas, e farejou e deu uma espiada e esticou tanto o pescoço que não podia mais manter os pés e começou a escorregar, e escorregou direto do telhado para a grande tina e se afogou. 
Chapeuzinho Vermelho foi alegremente para casa, e nunca mais ninguém fez nada para a prejudicar. 

## Origem

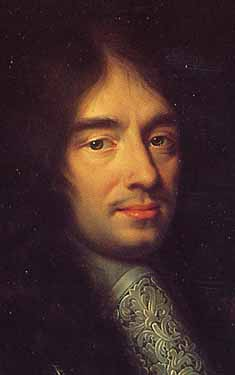
Charles Perrault, o primeiro a registrar uma versão impressa de Chapeuzinho Vermelho

As origens de Chapeuzinho Vermelho podem ser rastreadas até por de vários países europeus e mais do que provavelmente anteriores ao século XVII, quando o conto adquiriu a forma conhecida atualmente, com a versão dos irmãos Grimm de inspiração. Chapeuzinho Vermelho era contada por camponeses na França, Itália e Alemanha, sempre com um caráter muito popular.

### Charles Perrault
A versão impressa mais antiga é de Charles Perrault, Le Petit Chaperon Rouge, retirada do folclore francês foi inserida no livro Contos da Mamãe Gansa. A história de Perrault retrata uma "moça jovem, atraente e bem educada", que ao sair de sua aldeia é enganada pelo lobo, que come a velha e arma uma armadilha para a menina que termina sendo devorada, sem final feliz. Essa versão foi escrita para a corte do rei Luís XIV, no final do século XVII, destinada a um público, que o rei entretinha com festas extravagantes e prostitutas, que pretendia levar uma moral as mulheres para perceberem os avanços de maus pretendentes e sedutores. Um coloquialismo comum da época era dizer que uma menina que perdeu a virgindade tinha "visto o lobo". O autor explica a moral da história ao fim do conto nos seguintes termos:
A partir desta história se aprende que as crianças, especialmente moças jovens, bonitas, corteses e bem-educadas, não se enganem em ouvir estranhos, E não é uma coisa inédita se o Lobo, desta forma,(arranjar) o seu jantar. Eu chamo Lobo, para todos os lobos que não são do mesmo tipo (do lobo da história), há um tipo com uma disposição receptiva - sem rosnado, sem ódio, sem raiva, mas dócil, prestativo e gentil, seguindo as empregadas jovens nas ruas, até mesmo em suas casas. Ai de quem não sabe que esses lobos gentis são de todas as criaturas como as mais perigosas!

### Os Irmãos Grimm

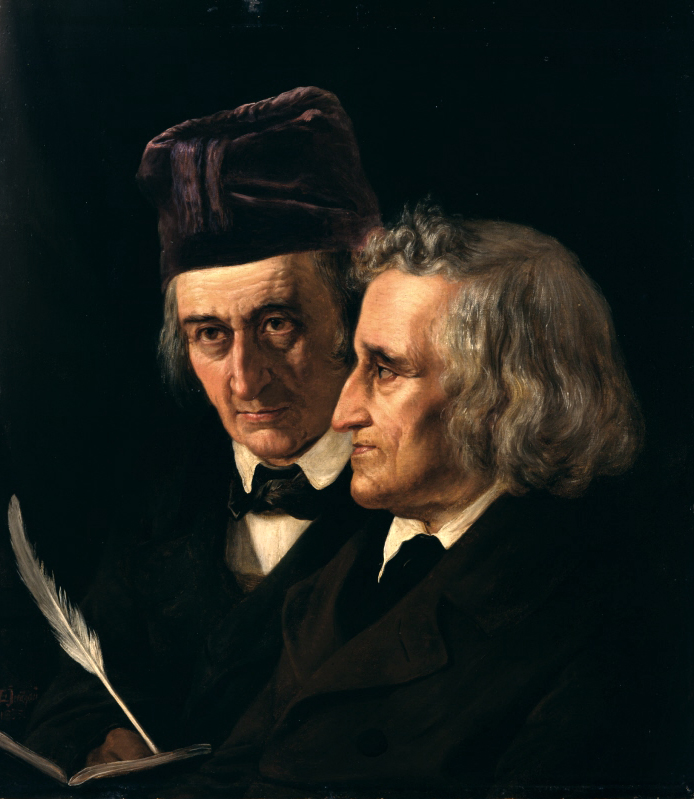
Wilhelm (esquerda) e Jacob Grimm (direita), pintura de 1855 por Elisabeth Jerichau-Baumann..

No século XIX duas versões da história foram contadas a Jacob Grimm e ao seu irmão Wilhelm Grimm: a primeira por Jeanette Hassenpflug (1791-1860) e a segunda por Marie Hassenpflug (1788-1856). Os irmãos registram a primeira versão para o corpo principal da história e a segunda em uma sequência do mesmo. A história com o título de Rotkäppchen foi incluído na primeira edição de sua coleção Kinder und Hausmärchen (contos infantis domésticos) (1812). Perrault é quase certamente a fonte do primeiro conto. No entanto, eles modificaram o final, introduzindo o caçador que abre a barriga do lobo e tira a menina e sua avó, colocando pedras no lugar; este final é idêntico ao que há no conto O lobo e os sete cabritinhos, que parece ter influenciado tal mudança. A segunda parte conta como a menina e sua avó prendem e matam um outro lobo, desta vez antecipando seus movimentos baseados em sua experiência anterior. A menina não deixou o caminho quando o lobo falou com ela, sua avó trancou a porta para mantê-lo fora, e quando o lobo se escondia, a avó manda Chapeuzinho colocar no fogo da lareira uma panela com água fervente. O cheiro que sai da chaminé atrai o lobo para baixo, e ele se afoga; O desfecho desta segunda parte também possui semelhança com o de outro conto, o dos Três Porquinhos. Os irmãos revisaram novamente a história em edições posteriores até alcançar a versão final, acima mencionada, e publicá-la na edição de 1857 de seu trabalho.

### Outros autores e variantes
As versões contadas da história da Chapeuzinho Vermelho variam muito, com a adição ou a diminuição de elementos de acordo com cada autor. Em algumas versões, é acrescido o aviso da mãe de que Chapeuzinho pegue o caminho da vila para chegar à casa da avó e de não falar com estranhos, retratando a desobediência da garota em ir pelo bosque, que seria o caminho mais curto, e em falar com o Lobo-Mau na primeira oportunidade. Este fato atribui mais uma moral ao conto, que é o de dar atenção aos conselhos dos pais. Também em releituras mais leves e adaptadas à reação sensível de uma criança, a avó e a Chapeuzinho não chegam a serem devoradas pelo lobo, já que a avó é apenas escondida no armário pelo vilão, enquanto Chapeuzinho consegue fugir antes que ele a alcance. Com a chegada do politicamente correto, algumas versões nem mesmo incluem uma punição para o lobo, deixando no lugar a redenção do antagonista ou mesmo uma fuga sem volta.
Andrew Lang incluiu uma variante como "A Verdadeira História do Chapeuzinho Dourado" em O Livro Vermelho de fadas, derivado da obra de Charles Marelles, em Contos de Charles Marelles. Esta variante dizia explicitamente que a história havia sido mal contada. A menina foi salva, mas não pelo caçador, quando o lobo tentou comê-la, sua boca foi queimada pelo capuz de ouro que ela usava, que ficou encantado.
James N. Barker escreveu uma variação de Chapeuzinho Vermelho em 1827 como uma história de cerca de 1000 palavras. Mais tarde foi reimpresso em 1858 em um livro de histórias coletadas editada por William E Burton, chamado de Enciclopédia de Inteligência e Humor. A reimpressão também apresenta uma gravura em madeira de um lobo vestido de joelhos segurando a mão de Chapeuzinho Vermelho.
No século XX, a interpretação do conto foi muito popular, com muitas novas versões sendo escrito e traduzidas, especialmente na esteira da análise freudiana, desconstrução e teoria crítica feminista. Esta tendência também levou a uma série de textos acadêmicos sendo escrito que se concentram em Chapeuzinho Vermelho, incluindo obras de Alan Dundes e Zipes Jack.
No Brasil, é comum relacionar o conto a duas músicas de sucesso do cantor Braguinha feitas especialmente para a historinha contada para crianças: Pela Estrada a Fora e Lobo Mau.
Depois, quando a história já tinha um forte caráter infantil, o século XXI trouxe ainda novas versões: a irreverência e o deboche em Dalton Trevisan, os desenhos de Maurício de Sousa atraindo o público mais infantil, Neil Gaiman impressionando seus leitores ao expôr uma Capuchinho/Chapeuzinho indiferente a morte da vó pelo lobo, e Deu a louca na Chapeuzinho, filme de 2005 com paródia dos personagens.
Guimarães Rosa, em Fita verde no cabelo, traz uma versão para adolescentes. Ela vai desde o fluxo das fantasias de uma jovem até o momento em que se defronta com a morte de sua avó, sendo desta forma, obrigada a enfrentar seus medos, angústias e solidão. Chico Buarque faz uma paródia, Chapeuzinho Amarelo, para o público pré-adolescente.
Raphael Draccón, em sua série Dragões de Éter, apresenta novamente a fábula da Chapeuzinho Vermelho, mas dessa vez o lobo é um animal marcado por uma bruxa para matá-la, pois esta garota, que tem seu capuz marcado pelo sangue do lobo, é um jovem a ser iniciada na magia branca, da qual sua mãe e sua avó, que dessa vez não foi morta, também são.
Em 2005, Ivone Gomes de Assis publicou Bonezinho Vermelho e a Internet no século XXI, uma releitura parodiada, que traz as tendências da mídia virtual. Nesta obra ilustrada, a vovozinha é uma hacker, que se disfarça até nas preferências do cotidiano, afirmando não gostar de nada que é tecnologia. A figura "feia" da vovó tenta quebrar o mito que muitos carregam ao pensar que a voz e a escrita, suave e gostosa, dos participantes de chats, sempre pertencem a pessoas bonitas e cheias de boa intenção. É uma obra bilingue, para crianças e adultos.
Hilda Hilst, também contribui no estudo deste conto, com a divertida paródia A Chapéu, publicada na obra Bufólicas. A autora recria uma Chapeuzinho cafetina do Lobo.
Foi lançado em 1984 o filme de drama e fantasia The Company of Wolves (A Companhia dos Lobos), que retrata a maturidade da mulher e sua vida sexual numa metáfora do conto de Chapeuzinho Vermelho. No filme, Rosaleen é uma jovem e ingênua aldeã que ouve de sua avó histórias sobre os terríveis lobos que vivem na floresta e se disfarçam de homens para seduzir e devorar garotinhas.
Em março de 2011, a Warner Bros. lançou o filme Red Riding Hood (A Garota da Capa Vermelha no Brasil e A Rapariga do Capuz Vermelho em Portugal), com direção de Catherine Hardwicke e roteiro por David Leslie Johnson. Nesta versão sombria do conto, um lobisomem assombra um pequeno vilarejo no qual vive a garota Valerie (interpretada por Amanda Seyfried), que deve escolher entre o casamento prometido pela sua mãe e a fuga planejada com seu amor de infância, ao mesmo tempo que desconfia de quem possa ser o lobo.
No seriado americano Grimm, baseado nos contos dos Irmãos Grimm, os "blutbad" são criaturas semelhantes a lobisomens que vivem disfarçadas de humanos. Apesar de alguns serem pacíficos e civilizados, alimentam-se de carne humana por natureza e não resistem à cor vermelha, que libera seus instintos.
Já na série Once Upon a Time, que retrata releituras de contos de fadas clássicos, Chapeuzinho é uma jovem que mora com sua avó numa aldeia aterrorizada por um terrível lobo que ataca em noites de lua cheia. Mais tarde ela descobre que assume a forma do lobo sem se lembrar depois por causa de uma maldição em sua família, sendo que sua avó a protege dos caçadores fazendo-a vestir uma capa vermelha mágica que serve para repelir a maldição. Depois de matar seu próprio amado quando em forma de lobo, ela decide fugir para sempre.
A história também é um dos contos de fadas que aparece no filme musical Into the Woods, de 2014. Aqui, Chapeuzinho é uma menina gulosa, salva do Lobo Mau (interpretado por Johnny Depp) graças ao protagonista, que deve quebrar um feitiço. Em retribuição, ela lhe oferece sua capa vermelha como o sangue, um dos itens solicitados pela Bruxa Má (Meryl Streep) para desmanchar a maldição.

## Interpretações

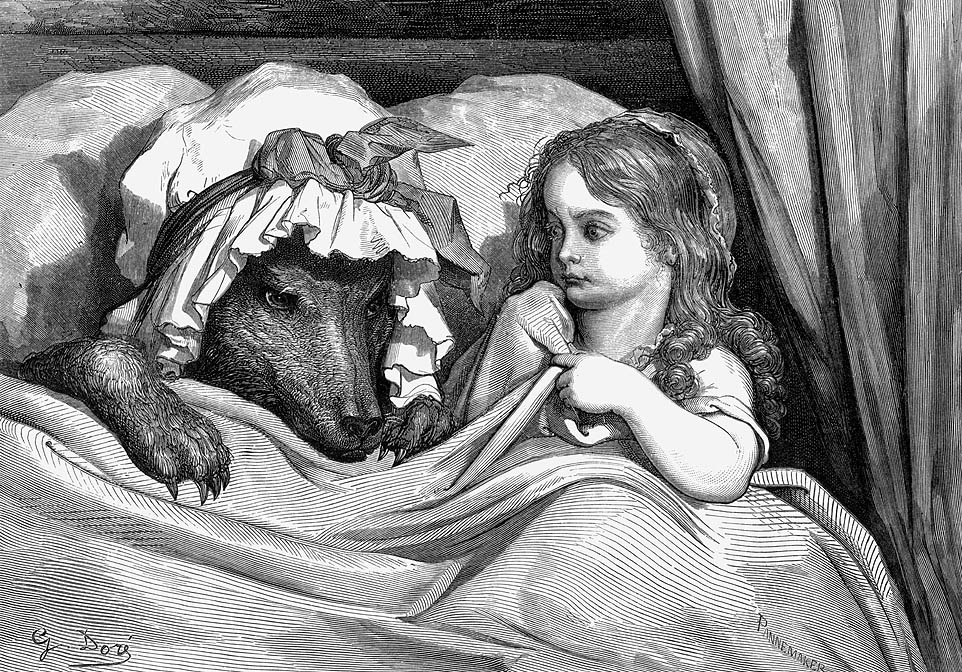
A menina na cama, com o Lobo.

Além da advertência ostensiva sobre falar com estranhos, há muitas interpretações do conto de fadas clássicos, muitos deles de cunho sexual.

### Despertar sexual
Chapeuzinho Vermelho tem sido visto como uma parábola da maturidade sexual. Nesta interpretação, o manto vermelho simboliza o sangue do ciclo menstrual, enfrentando a "floresta escura" da feminilidade, ou mesmo representando a puberdade (com a avó ao fim do caminho simbolizando a idade avançada da mulher). Ou a capa poderia simbolizar o hímen (versões anteriores do conto geralmente não afirmam que o manto é vermelho). Neste caso, o lobo ameaça a virgindade da menina (já que em algumas versões ele pede que ela tire a capa para sentar-se consigo na cama). O lobo antropomórfico simboliza um homem, que poderia ser um amante sedutor, ou predador sexual (o que fica evidente na moral escrita por Perrault). Isso difere da explicação ritual em que a entrada na idade adulta é biológica, não socialmente determinada. Esta conotação sexual é muito forte, porém é velada nos antigos contos medievais.

### Ataques de lobos
O Etólogo Geist Valerius da Universidade de Calgary, Alberta, Canadá escreveu que a fábula foi baseada em risco real de ataques de lobo na época. Ele argumenta que os lobos eram de fato perigosos predadores, e fábulas serviam como uma advertência válida para não entrar em florestas onde era conhecido para que os lobos viviam, e estar a olhar para tal. Essa interpretação tem o respaldo dos muitos ataques de lobos frequentes em regiões campestres da França, onde a história era frequentemente contada. A figura do lobo como antagonista também é muito comum nas fábulas de Esopo.

### Os ciclos naturais
Em termos de mitos solares e outros ciclos de ocorrência natural, o capuz vermelho pode representar o sol brilhante que é, em última análise, engolido pela noite terrível, simbolizada pelo lobo. As variações em que ela é retirada da barriga do animal representam o amanhecer. Nesta interpretação, há uma conexão entre o personagem Lobo Mau e Skoll, lobo do mito nórdico que vai engolir a deusa Sól, personificação do astro solar, no Ragnarök, o fim dos mundos dentro da cosmologia Nórdica.

### Ritual
O conto tem sido interpretado como um ritual de puberdade, decorrentes de uma origem pré-histórica (às vezes uma origem decorrente de uma era matriarcal anterior). A menina, sai de casa, entra em uma liminar e passando pelo atos do conto, é transformada em uma mulher adulta ao sair da barriga do lobo.
Ou ainda como um renascimento, mas assim adquirindo uma visão mais cristã. A menina que insensatamente ouviu o lobo renasceu como uma nova pessoa ao ser salva da barriga dele. Havendo aí um paralelo com a narrativa biblíca em que Jonas consegue ressurgir com vida de dentro da barriga de um Grande Peixe.

### Os dois caminhos
No começo da história a protagonista pode escolher entre um caminho longo e seguro e um caminho rápido e perigoso. Fica então evidente um arquétipo cristão de moralidade, aonde a menina escolhe um caminho que vai lhe levar de encontro a fera do lobo, ao invés de perseverar na segurança do caminho longo. Essa seria uma moral essencial das fábulas em geral, aonde o protagonista é levado a fazer uma escolha entre a virtude e desafio, ou o vício e o aparente atalho que este parece oferecer.

### Modernidade
Lana Del Rey em uma de suas músicas faz alusão ao conto. A música chama-se "Big Bad Wolf", em português: "Grande Lobo Mau".